# Sumario sangriento de la pequeña Estefanía
Sumario sangriento de la pequeña Estefanía (Mio caro assassino) es una película de coproducción italoespañola dirigida en 1972 por Tonino Valerii
Es una película de suspense diseñada inteligentemente y que ocasionalmente se convierte en una película de terror, debido a algunas escenas muy violentas. El director Tonino Valerii, que se enfrentó a varios géneros cinematográficos durante su carrera, realizó este film de suspense ayudado por la gran interpretación de los actores, y por un excelente Salvo Randone.

## Sinopsis
El comisario Luca Peretti está convencido de que dos homicidios y el asesinato de una niña están estrechamente relacionados. El asesino, sin embargo, avisa al comisario de cada uno de sus pasos, matando a todas las personas que puedan corroborar la hipótesis de Peretti. Estefanía logra escapar de la ira del asesino y ayuda al comisario a atraparlo.